# Rosita Quintana
Rosita Quintana (n. 16 iulie 1925, Buenos Aires, Argentina – d. 23 august 2021, Ciudad de México, Mexic) a fost o actriță, cântăreață și compozitoare mexicană, cu origine argentiniană. A fost una dintre doamnele de top ale Epocii de Aur a cinematografiei mexicane (în spaniolă Época de Oro del Cine Mexicano). A jucat în Susana (1951) de Luis Buñuel și în filme muzicale precum Serenata en México (1956) și Mexicul cântă (1958). Performanțele ei i-au adus premii de actorie din Mexic, Argentina, Rusia și Spania. 
În 2016, Quintana a primit Premiul Ariel de Aur al Academiei Mexicane de Arte și Științe de Film (în spaniolă Academia Mexicana de Artes y Ciencias Cinematográficas) pentru realizarările sale în cariera cinematografică de o viață.

## Biografie
Quintana, pe numele întreg Trinidad Rosa Quintana Muñoz, sa născut în cartierul Saavedra din Buenos Aires, Argentina. Părinții ei au înscris-o la conservatorul fraților Emilio și José De Caro, unde a studiat cântul și actoria.
În 1942, ea a debutat ca vocalist de tango la Café Nacional din Buenos Aires. Ea a jucat într-o reviste de Carlos A. Petit și Rodolfo Sciammarella la Teatro Casino, iar în 1946, a început un turneu în Chile și Bolivia. În Mexic, ea a semnat un contract pentru a cânta timp de o lună la „El Patio”, cel mai important club de noapte din Mexico City. A înregistrat primul ei disc, „Bonita”, în 1949.

## Filmografie selectivă
- 1948 La santa de barrio, regia Chano Urueta : Rosita
- 1949 Calabacitas tiernas, regia Gilberto Martínez Solares
- 1949 Sunt țărancă din Levita (Soy charro de Levita), regia Gilberto Martínez Solares : Rosita García
- 1950 Yo quiero ser tonta, regia Eduardo Ugarte : Lupita García
- 1951 Susana, regia Luis Buñuel : Susana
- 1953 Mujeres que trabajan (Mujeres que trabajan), regia Julio Bracho : Claudia Sandoval
- 1954 El mil amores (), regia Rogelio A. González : Carmen Zamudio
- 1954 The Price of Living (El valor de vivir), regia Tito Davison
- 1955 To the Four Winds (A los cuatro vientos), regia Adolfo Fernández Bustamante : Paloma Vargas
- 1956 Serenada mexicană (Serenata en México), regia Chano Urueta
- 1957 Cielito Lindo (¡Cielito Lindo!), regia Miguel M. Delgado : Cielito Lindo
- 1958 Mexicul cântă (Cuando México canta), regia Julián Soler : Lupita Herrera
- 1959 Me gustan valentones!, regia Julián Soler : Chela García
- 1960 Calibre 44, regia Julián Soler : Rebeca
- 1961 Tres balas perdidas, regia Roberto Rodríguez : Rosaura
- 1964 El octavo infierno, regia René Múgica : Pilar
- 1976 El compadre más padre, regia Gilberto Martínez Solares
- 198 Allá en el rancho de las flores, regia Jaime Fernández
- 1985 Coqueta, regia Sergio Véjar : Madre de Carlos y Rocío